# Orpheus – Oper und mehr
Orpheus – Oper und mehr (bis April 2017: Orpheus – das MusikTheatermagazin) ist ein im Zweimonatsrhythmus erscheinendes Special-Interest-Magazin aus Deutschland, das die Themen Oper, Musiktheater und Kultur behandelt. Herausgeber ist die Orpheus Verlags GmbH mit Sitz in Augsburg.

## Geschichte
Das Magazin erschien erstmals 1973 als „Informationsmagazin rund um die Oper“. Später wurde es um den Sonderteil Orpheus International mit Beiträgen über Wettbewerbe, Profile und internationale Spielpläne von Theatern und Opernhäusern erweitert. Im Laufe der Jahre wurde es mehrfach überarbeitet und sowohl inhaltlich wie strukturell fortlaufend aktualisiert. Langjähriger Chefredakteur war Geerd Heinsen.
Nach einer Pause von Januar 2013 bis April 2015 wurde das Magazin von Mai 2015 bis März 2018 vom Münchener MuP herausgegeben.
Nach dem Tod des Magazingründers Clauspeter Koscielny im Frühjahr 2017 ging die Chefredaktion an den Wiener Kulturjournalisten Stephan Burianek. Im März 2018 übernahm der in Augsburg ansässige Verlag Kulturbüro das Magazin. Mit Ende 2018 verließ Burianek die Redaktion. Die Verlegerin Iris Steiner wurde Chefredakteurin, neue Herausgeberin zum gleichen Zeitpunkt Angela Schünemann. Seit März 2020 wird Orpheus von der neu gegründeten Orpheus Verlags GmbH herausgegeben, Geschäftsführerin ist Iris Steiner.

## Inhalte
Das Magazin berichtet über die nationale und internationale Opernszene zu Themen vor und hinter der Bühne, stellt Newcomer vor und spricht mit Stars sowie über Buch- und CD-Erscheinungen.  Zu den Lesern zählen Opern- und Musiktheater-Liebhaber, Künstler, Agenturen und Theaterbetriebe.